# Терзи, Янна
Я́нна Терзи́ (греч. Γιάννα Τερζή; род. 1 декабря 1980, Салоники, Греция) — греческая певица и автор песен, представительница Греции на Евровидении 2018.

## Биография
Янна Терзи родилась 7 мая 1980 года в Салониках в семье известного греческого певца Пасхалиса Терзиса. Терзи с песней «Óneiró mou» («Όνειρό μου») была одной из 5 участниц греческого отбора на Евровидение 2018, который должен был состоятся 22 февраля 2018. Из-за того, что лейблы других участников не оплатили их участие в отборе, Терзи выиграла отбор, а остальные были дисквалифицированы. Янна выступила в первом полуфинале конкурса 8 мая, но не прошла в финал, заняв 14 место в полуфинале